# チョン・ゴンジュ
チョン・ゴンジュ（韓国語：정건주、1995年5月26日 - ）はBlossom Entertainment所属の大韓民国の俳優。

## 来歴
2017年にJYPエンターテインメントから俳優としてデビューする。
2019年にBlossom Entertainmentに移籍した。

## 出演

### 映画
- リバウンド（2023年）[1]

### テレビドラマ
- ロマンスは必然に（2018年、SBS）- 高速道路サービスエリアの男
- 上司野郎シーズン２（2018年、JTBC）- インターン
- 第３の魅力～終わらない恋の始まり～（2018年、JTBC）- MJ（オ・ミンジュン）役
- マグロとイルカ（2018年、KBS2）- チョ・ウジン役
- 偶然見つけたハル（2019年、MBC）- イ・ドファ役[2]
- オー！マイベイビー（2020年、tvN）- チェガン・ウトゥム役[3]
- 女神降臨（2020年、tvN）- リュ・ヒョンジン役（カメオ出演）
- 月刊家（2021年、JTBC）- シン・ギョム役[4]
- キスシックスセンス（2022年、Disney＋）- カメオ出演
- コッソンビ熱愛史（2023年、SBS）- チョン・ユハ役[5]

### ウェブドラマ
- こんな花のようなエンディング（2018年、NEVER）- チェ・ウン役[6]
- A-TEEN（2018年、NEVER）- チェ・ウン役（カメオ出演）
- WHY：あなたが恋人に振られた本当の理由（2018年、NEVER）- チャ・ヨヌ役
- 最高のエンディング（2019年、NEVER）- チェ・ウン役
- エンディング　アゲイン（2020年、NEVER）- チェ・ウン役（カメオ出演）

### 広告
- チャパゲティ（2018年）
- C&C&（2018年）
- オリーブヤング（2019年）

### ミュージックビデオ
- DAY6「I like you」

## 賞とノミネート

### ノミネート
2019年「MBC演技大賞 新人俳優賞」（『偶然見つけたハル』）